# 1970-es sakkolimpia
A 19. sakkolimpiát 1970. szeptember 5. és szeptember 27. között a Német Szövetségi Köztársaságban, Siegenben, a Siegerlandhalléban rendezték meg. A versenyt Hans-Dietrich Genscher szövetségi belügyminiszter nyitotta meg.

## A résztvevők
A sakkolimpia versenyén részt vevő országok számát eredetileg még 1927-ben legfeljebb 60 csapatra határozták meg. Ezúttal azonban 64 ország nevezett, de a szervezők nagy szerencséjére 4 ország késve adta le nevezését, így azokat nem fogadták el. E négy csapat – Argentína, Franciaország, Ecuador és Venezuela – csak abban bízhatott, hogy valamely országok nem jelennek meg a versenyen. Panama önként lemondott a részvételről, így a helyükbe Argentína lépett. Mivel az eddigi olimpiákon mindig voltak olyan csapatok, amelyek nem jelentek meg, a három ország versenyzői elutaztak a versenyre, azonban ezúttal minden nemzet megjelent, így egyetlen játék nélkül voltak kénytelenek hazatérni.
A versenyen 60 ország csapata vett részt 360 versenyzővel, akik között 35 nemzetközi nagymester és 66 nemzetközi mester volt. A csapatokban egyidejűleg 4 fő játszott, és 2 tartalékot nevezhettek. A játékosok között erősorrendet kellett megadni, és egy-egy fordulóban a 6 játékosból bárki játszhatott, de csak szigorúan az előre megadott erősorrendben ülhettek le a táblákhoz.

## A verseny lefolyása
A 60 csapatot hat csoportba sorsolták. Minden csoportból az első két helyezett jutott az „A” döntőbe, a 3–4. helyezettek a „B” döntőbe, az 5–6. helyezettek a „C” döntőbe, a 7-8. helyezettek a „D” döntőbe, míg a fennmaradó csapatok alkották az „E” döntő mezőnyét. Az azonos csoportban egymással már játszó csapatok magukkal vitték az eredményt a döntőbe.
A versenyt a csapatok között körmérkőzéses formában rendezték. A csapat eredményét az egyes versenyzők által megszerzett pontok alapján számolták. Holtverseny esetén vették csak figyelembe a csapateredményeket, ahol a csapatgyőzelem 2 pontot, a döntetlen 1 pontot ért. Ennek egyenlősége esetén az egymás elleni eredményt vették alapul.
A játszmákban fejenként 2,5 óra állt rendelkezésre az első 40 lépés megtételéhez, majd 16 lépésenként további 1 óra.
A versenyen a favorit az olimpiai bajnoki cím védője, a szovjet válogatott volt ezúttal is. Összeállításuk megegyezett az előző olimpián győztes csapatéval: Borisz Szpasszkij, Tigran Petroszján, Viktor Korcsnoj, Lev Polugajevszkij, Vaszilij Szmiszlov és  Efim Geller alkotta.

## A verseny végeredménye

### Az elődöntők

#### A csoport
| H. | Ország                | 1 | 2  | 3  | 4  | 5  | 6  | 7  | 8  | 9  | 10 | Pont | MP | + | = | - |
| -- | --------------------- | - | -- | -- | -- | -- | -- | -- | -- | -- | -- | ---- | -- | - | - | - |
| 1  | Szovjetunió           | ● | 3  | 3  | 3  | 3  | 3  | 4  | 4  | 4  | 4  | 31   | 18 | 9 | 0 | 0 |
| 2  | Spanyolország         | 1 | ●  | 2  | 2½ | 3½ | 4  | 3½ | 4  | 4  | 4  | 28½  | 15 | 7 | 1 | 1 |
| 3  | Lengyelország         | 1 | 2  | ●  | 3  | 2  | 1½ | 3½ | 3  | 4  | 4  | 24   | 12 | 5 | 2 | 2 |
| 4  | Ausztrália            | 1 | 1½ | 1  | ●  | 3  | 3½ | 2  | 3  | 4  | 4  | 23   | 11 | 5 | 1 | 3 |
| 5  | Tunézia               | 1 | ½  | 2  | 1  | ●  | 1  | 2  | 4  | 3  | 3½ | 18   | 8  | 3 | 2 | 4 |
| 6  | Görögország           | 1 | 0  | 2½ | ½  | 3  | ●  | 1½ | 2½ | 2½ | 4  | 17½  | 10 | 5 | 0 | 4 |
| 7  | Peru                  | 0 | ½  | ½  | 2  | 2  | 2½ | ●  | 2  | 4  | 4  | 17½  | 9  | 3 | 3 | 3 |
| 8  | Dominikai Köztársaság | 0 | 0  | 1  | 1  | 0  | 1½ | 2  | ●  | 2  | 3½ | 11   | 4  | 1 | 2 | 6 |
| 9  | Feröer                | 0 | 0  | 0  | 0  | 1  | 1½ | 0  | 2  | ●  | 4  | 8½   | 3  | 1 | 1 | 7 |
| 10 | Monaco                | 0 | 0  | 0  | 0  | ½  | 0  | 0  | ½  | 0  | ●  | 1    | 0  | 0 | 0 | 9 |

#### B csoport
| H. | Ország      | 1  | 2  | 3  | 4  | 5  | 6  | 7  | 8  | 9  | 10 | Pont | MP | + | = | - |
| -- | ----------- | -- | -- | -- | -- | -- | -- | -- | -- | -- | -- | ---- | -- | - | - | - |
| 1  | Jugoszlávia | ●  | 2½ | 3½ | 4  | 2½ | 3½ | 3½ | 4  | 4  | 4  | 31½  | 18 | 9 | 0 | 0 |
| 2  | Kanada      | 1½ | ●  | 1  | 2  | 3  | 2½ | 2½ | 3  | 3½ | 4  | 23   | 13 | 6 | 1 | 2 |
| 3  | Indonézia   | ½  | 3  | ●  | 1½ | 1  | 3½ | 2½ | 4  | 2½ | 4  | 22½  | 12 | 6 | 0 | 3 |
| 4  | Mongólia    | 0  | 2  | 2½ | ●  | 2  | 2½ | 2½ | 4  | 3½ | 3  | 22   | 14 | 6 | 2 | 1 |
| 5  | Anglia      | 1½ | 1  | 3  | 2  | ●  | 2  | 2  | 3  | 3  | 4  | 21½  | 11 | 4 | 3 | 2 |
| 6  | Irán        | ½  | 1½ | ½  | 1½ | 2  | ●  | 2  | 4  | 4  | 3½ | 19½  | 8  | 3 | 2 | 4 |
| 7  | Svájc       | ½  | 1½ | 1½ | 1½ | 2  | 2  | ●  | 2½ | 3  | 4  | 18½  | 8  | 3 | 2 | 4 |
| 8  | Luxemburg   | 0  | 1  | 0  | 0  | 1  | 0  | 1½ | ●  | 3  | 2  | 8½   | 3  | 1 | 1 | 7 |
| 9  | Andorra     | 0  | ½  | 1½ | ½  | 1  | 0  | 1  | 1  | ●  | 2  | 7½   | 1  | 0 | 1 | 8 |
| 10 | Hongkong    | 0  | 0  | 0  | 1  | 0  | ½  | 0  | 2  | 2  | ●  | 5½   | 2  | 0 | 2 | 7 |

#### C csoport
| H. | Ország                    | 1  | 2  | 3 | 4 | 5  | 6  | 7  | 8  | 9  | 10 | Pont | MP | + | = | - |
| -- | ------------------------- | -- | -- | - | - | -- | -- | -- | -- | -- | -- | ---- | -- | - | - | - |
| 1  | NDK                       | ●  | 2½ | 3 | 3 | 2½ | 3½ | 4  | 4  | 4  | 4  | 30½  | 18 | 9 | 0 | 0 |
| 2  | Amerikai Egyesült Államok | 1½ | ●  | 2 | 3 | 2½ | 4  | 4  | 4  | 3½ | 4  | 28½  | 15 | 7 | 1 | 1 |
| 3  | Hollandia                 | 1  | 2  | ● | 2 | 3½ | 4  | 3½ | 4  | 4  | 4  | 28   | 14 | 6 | 2 | 1 |
| 4  | Finnország                | 1  | 1  | 2 | ● | 1  | 2  | 4  | 4  | 3½ | 4  | 22½  | 10 | 4 | 2 | 3 |
| 5  | Belgium                   | 1½ | 1½ | ½ | 3 | ●  | 2  | 1½ | 3  | 2½ | 3½ | 19   | 9  | 4 | 1 | 4 |
| 6  | Brazília                  | ½  | 0  | 0 | 2 | 2  | ●  | 2½ | 2½ | 3½ | 4  | 17   | 10 | 4 | 2 | 3 |
| 7  | Mexikó                    | 0  | 0  | ½ | 0 | 2½ | 1½ | ●  | 2  | 2  | 3½ | 12   | 6  | 2 | 2 | 5 |
| 8  | Japán                     | 0  | 0  | 0 | 0 | 1  | 1½ | 2  | ●  | 3½ | 4  | 12   | 5  | 2 | 1 | 6 |
| 9  | Törökország               | 0  | ½  | 0 | ½ | 1½ | ½  | 2  | ½  | ●  | 3  | 8½   | 3  | 1 | 1 | 7 |
| 10 | Amerikai Virgin-szigetek  | 0  | 0  | 0 | 0 | ½  | 0  | ½  | 0  | 1  | ●  | 2    | 0  | 0 | 0 | 9 |

#### D csoport
| H. | Ország              | 1  | 2  | 3  | 4  | 5  | 6  | 7  | 8  | 9  | 10 | Pont | MP | + | = | - |
| -- | ------------------- | -- | -- | -- | -- | -- | -- | -- | -- | -- | -- | ---- | -- | - | - | - |
| 1  | Románia             | ●  | 1½ | 1½ | 3  | 2½ | 2½ | 3½ | 4  | 4  | 4  | 26½  | 14 | 7 | 0 | 2 |
| 2  | Magyarország        | 2½ | ●  | 2½ | 2½ | 2  | 2½ | 2½ | 3½ | 4  | 4  | 26   | 17 | 8 | 1 | 0 |
| 3  | Dánia               | 2½ | 1½ | ●  | 2  | 3½ | 2½ | 2  | 3½ | 4  | 4  | 25½  | 14 | 6 | 2 | 1 |
| 4  | Svédország          | 1  | 1½ | 2  | ●  | 2½ | 1½ | 2  | 3½ | 4  | 4  | 22   | 10 | 4 | 2 | 3 |
| 5  | Fülöp-szigetek      | 1½ | 2  | ½  | 1½ | ●  | 2½ | 2½ | 3½ | 3½ | 4  | 21½  | 11 | 5 | 1 | 3 |
| 6  | Olaszország         | 1½ | 1½ | 1½ | 2½ | 1½ | ●  | 2  | 3½ | 4  | 3½ | 21½  | 9  | 4 | 1 | 4 |
| 7  | Írország            | ½  | 1½ | 2  | 2  | 1½ | 2  | ●  | 3  | 3  | 3½ | 19   | 9  | 3 | 3 | 3 |
| 8  | Libanon             | 0  | ½  | ½  | ½  | ½  | ½  | 1  | ●  | 1½ | 3  | 8    | 2  | 1 | 0 | 8 |
| 9  | Marokkó             | 0  | 0  | 0  | 0  | ½  | 0  | 1  | 2½ | ●  | 3½ | 7½   | 4  | 2 | 0 | 7 |
| 10 | Guernsey Bailiffség | 0  | 0  | 0  | 0  | 0  | ½  | ½  | 1  | ½  | ●  | 2½   | 0  | 0 | 0 | 9 |

#### E csoport
| H. | Ország        | 1  | 2  | 3  | 4  | 5  | 6  | 7  | 8  | 9  | 10 | Pont | MP | + | = | - |
| -- | ------------- | -- | -- | -- | -- | -- | -- | -- | -- | -- | -- | ---- | -- | - | - | - |
| 1  | Argentína     | ●  | 2  | 2½ | 2  | 2½ | 3½ | 3½ | 2½ | 4  | 3½ | 26   | 16 | 7 | 2 | 0 |
| 2  | Csehszlovákia | 2  | ●  | 2½ | 2  | 2  | 3½ | 2  | 4  | 4  | 3½ | 25½  | 14 | 5 | 4 | 0 |
| 3  | Izrael        | 1½ | 1½ | ●  | 2  | 2½ | 3½ | 2½ | 3½ | 4  | 3½ | 24½  | 13 | 6 | 1 | 2 |
| 4  | Kuba          | 2  | 2  | 2  | ●  | 2½ | 3  | 3  | 2½ | 3  | 2½ | 22½  | 15 | 6 | 3 | 0 |
| 5  | Norvégia      | 1½ | 2  | 1½ | 1½ | ●  | 2  | 4  | 3  | 3  | 3½ | 22   | 10 | 4 | 2 | 3 |
| 6  | Skócia        | ½  | ½  | ½  | 1  | 2  | ●  | 4  | 3  | 3  | 4  | 18½  | 9  | 4 | 1 | 4 |
| 7  | Szingapúr     | ½  | 2  | 1½ | 1  | 0  | 0  | ●  | 2  | 3½ | 3½ | 14   | 6  | 2 | 2 | 5 |
| 8  | Portugália    | 1½ | 0  | ½  | 1½ | 1  | 1  | 2  | ●  | 2½ | 4  | 14   | 5  | 2 | 1 | 6 |
| 9  | Málta         | 0  | 0  | 0  | 1  | 1  | 1  | ½  | 1½ | ●  | 3  | 8    | 2  | 1 | 0 | 8 |
| 10 | Rodézia       | ½  | ½  | ½  | 1½ | ½  | 0  | ½  | 0  | 1  | ●  | 5    | 0  | 0 | 0 | 9 |

#### F csoport
| H. | Ország                    | 1 | 2  | 3  | 4  | 5  | 6  | 7  | 8  | 9  | 10 | Pont | MP | + | = | - |
| -- | ------------------------- | - | -- | -- | -- | -- | -- | -- | -- | -- | -- | ---- | -- | - | - | - |
| 1  | NSZK                      | ● | 2  | 3½ | 3  | 3  | 4  | 3½ | 3  | 3½ | 4  | 29½  | 17 | 8 | 1 | 0 |
| 2  | Bulgária                  | 2 | ●  | 2½ | 3½ | 2  | 3  | 3½ | 4  | 3½ | 4  | 28   | 16 | 7 | 2 | 0 |
| 3  | Ausztria                  | ½ | 1½ | ●  | 2  | 2½ | 4  | 4  | 1½ | 2½ | 3  | 21½  | 11 | 5 | 1 | 3 |
| 4  | Kolumbia                  | 1 | ½  | 2  | ●  | 2½ | 2½ | 3½ | 2  | 3½ | 3  | 20½  | 12 | 5 | 2 | 2 |
| 5  | Izland                    | 1 | 2  | 1½ | 1½ | ●  | 2  | 2½ | 3  | 1½ | 4  | 19   | 8  | 3 | 2 | 4 |
| 6  | Puerto Rico               | 0 | 1  | 0  | 1½ | 2  | ●  | 2½ | 2½ | 3  | 3½ | 16   | 9  | 4 | 1 | 4 |
| 7  | Egyesült Arab Köztársaság | ½ | ½  | 0  | ½  | 1½ | 1½ | ●  | 4  | 1½ | 4  | 14   | 4  | 2 | 0 | 7 |
| 8  | Albánia                   | 1 | 0  | 2½ | 2  | 1  | 1½ | 0  | ●  | 2½ | 3  | 13½  | 7  | 3 | 1 | 5 |
| 9  | Új-Zéland                 | ½ | ½  | 1½ | ½  | 2½ | 1  | 2½ | 1½ | ●  | 3  | 13½  | 6  | 3 | 0 | 6 |
| 10 | Ciprus                    | 0 | 0  | 1  | 1  | 0  | ½  | 0  | 1  | 1  | ●  | 4½   | 0  | 0 | 0 | 9 |

### Az „A” döntő végeredménye
Az egymás ellen az elődöntőben már játszott csapatok magukkal hozták az eredményt.
| H. | Ország                    | 1  | 2  | 3  | 4  | 5  | 6  | 7  | 8  | 9  | 10 | 11 | 12 | Pont | MP | + | = | - |
| -- | ------------------------- | -- | -- | -- | -- | -- | -- | -- | -- | -- | -- | -- | -- | ---- | -- | - | - | - |
| 1  | Szovjetunió               | ●  | 2  | 2  | 2½ | 2½ | 2½ | 2  | 2  | 3  | 2½ | 3½ | 3  | 27½  | 18 | 7 | 4 | 0 |
| 2  | Magyarország              | 2  | ●  | 1½ | 2½ | 2  | 2½ | 2½ | 2½ | 3  | 2½ | 3  | 2½ | 26½  | 18 | 8 | 2 | 1 |
| 3  | Jugoszlávia               | 2  | 2½ | ●  | 2  | 2  | 2½ | 2½ | 2½ | 2½ | 2½ | 2½ | 2½ | 26   | 19 | 8 | 3 | 0 |
| 4  | Amerikai Egyesült Államok | 1½ | 1½ | 2  | ●  | 2  | 2½ | 3½ | 3  | 1½ | 2½ | 2  | 2½ | 24½  | 13 | 5 | 3 | 3 |
| 5  | Csehszlovákia             | 1½ | 2  | 2  | 2  | ●  | 2½ | 1  | 2  | 2  | 2  | 3½ | 3  | 23½  | 12 | 3 | 6 | 2 |
| 6  | NSZK                      | 1½ | 1½ | 1½ | 1½ | 1½ | ●  | 2  | 2½ | 2  | 3  | 2½ | 2½ | 22   | 10 | 4 | 2 | 5 |
| 7  | Bulgária                  | 2  | 1½ | 1½ | ½  | 3  | 2  | ●  | 2½ | 2  | 1½ | 2  | 3  | 21½  | 10 | 3 | 4 | 4 |
| 8  | Argentína                 | 2  | 1½ | 1½ | 1  | 2  | 1½ | 1½ | ●  | 2½ | 2½ | 2½ | 3  | 21½  | 10 | 4 | 2 | 5 |
| 9  | NDK                       | 1  | 1  | 1½ | 2½ | 2  | 2  | 2  | 1½ | ●  | 2  | 2  | 1½ | 19   | 7  | 1 | 5 | 5 |
| 10 | Románia                   | 1½ | 1½ | 1½ | 1½ | 2  | 1  | 2½ | 1½ | 2  | ●  | 1½ | 2  | 18½  | 5  | 1 | 3 | 7 |
| 11 | Kanada                    | ½  | 1  | 1½ | 2  | ½  | 1½ | 2  | 1½ | 2  | 2½ | ●  | 2½ | 17½  | 7  | 2 | 3 | 6 |
| 12 | Spanyolország             | 1  | 1½ | 1½ | 1½ | 1  | 1½ | 1  | 1  | 2½ | 2  | 1½ | ●  | 16   | 3  | 1 | 1 | 9 |

## Az egyéni érmesek
Az első táblán Borisz Szpasszkij legyőzte Bobby Fischert, ezzel a győzelmével biztosította 1. helyét riválisa előtt. A magyarok közül Csom István az 1. tartalékok között ezüstérmet szerzett.
| H. | Név               | Ország                    | Döntő | Pont | Játszma | Százalék |
| -- | ----------------- | ------------------------- | ----- | ---- | ------- | -------- |
|    | Borisz Szpasszkij | Szovjetunió               | A     | 9½   | 12      | 79,2     |
|    | Bobby Fischer     | Amerikai Egyesült Államok | A     | 10   | 13      | 76,9     |
|    | Bent Larsen       | Dánia                     | B     | 13   | 17      | 76,5     |
| H. | Név             | Ország      | Döntő | Pont | Játszma | Százalék |
| -- | --------------- | ----------- | ----- | ---- | ------- | -------- |
|    | Boriszlav Ivkov | Jugoszlávia | A     | 10   | 13      | 76,9     |
|    | Tudev Ujtumen   | Mongólia    | B     | 13½  | 18      | 75,0     |
|    | Lothar Schmid   | NSZK        | A     | 9    | 12      | 75,0     |
| H. | Név                | Ország      | Döntő | Pont | Játszma | Százalék |
| -- | ------------------ | ----------- | ----- | ---- | ------- | -------- |
|    | William Hartston   | Anglia      | C     | 12½  | 16      | 78,1     |
|    | Milan Matulović    | Jugoszlávia | A     | 13   | 17      | 76,5     |
|    | Viktor Korcsnoj    | Szovjetunió | A     | 11   | 15      | 73,3     |
|    | Christian Langeweg | Hollandia   | B     | 11   | 15      | 73,3     |
| H. | Név                  | Ország        | Döntő | Pont | Játszma | Százalék |
| -- | -------------------- | ------------- | ----- | ---- | ------- | -------- |
|    | Aleksandar Matanović | Jugoszlávia   | A     | 10   | 12      | 83,3     |
|    | Jan Smejkal          | Csehszlovákia | A     | 13   | 17      | 76,5     |
|    | Lev Polugajevszkij   | Szovjetunió   | A     | 9    | 12      | 75,0     |
| H. | Név                | Ország                    | Döntő | Pont | Játszma | Százalék |
| -- | ------------------ | ------------------------- | ----- | ---- | ------- | -------- |
|    | William Lombardy   | Amerikai Egyesült Államok | A     | 11   | 14      | 78,6     |
|    | Csom István        | Magyarország              | A     | 10½  | 14      | 75,0     |
|    | Vaszilij Szmiszlov | Szovjetunió               | A     | 8    | 11      | 72,7     |
| H. | Név           | Ország         | Döntő | Pont | Játszma | Százalék |
| -- | ------------- | -------------- | ----- | ---- | ------- | -------- |
|    | Samuel Estimo | Fülöp-szigetek | C     | 8    | 10      | 80,0     |
|    | Eqrem Konçi   | Albánia        | D     | 7    | 10      | 70,0     |
|    | Leif Øgaard   | Norvégia       | C     | 7½   | 11      | 68,2     |

## A szépségdíjas játszma
- Schmid, Lothar (GER) - Kinzel, Anton (AUT) 1 - 0

## A magyar versenyzők eredményei
| Forduló                            | Ellenfél                           | Portisch Lajos    | Portisch Lajos | Lengyel Levente   | Lengyel Levente | Bilek István    | Bilek István | Forintos Győző  | Forintos Győző | Csom István        | Csom István | Ribli Zoltán | Ribli Zoltán | Pont |
| ---------------------------------- | ---------------------------------- | ----------------- | -------------- | ----------------- | --------------- | --------------- | ------------ | --------------- | -------------- | ------------------ | ----------- | ------------ | ------------ | ---- |
| Elődöntő (4. csoport)              |                                    |                   |                |                   |                 |                 |              |                 |                |                    |             |              |              |      |
| 1                                  | Marokkó                            | Kaderi            | 1              |                   |                 |                 |              | Belarbi         | 1              | Marachi            | 1           | Bendriss     | 1            | 4    |
| 2                                  | Libanon                            |                   |                | Sursock           | ½               | Loheac-Ammoun   | 1            | Bedros          | 1              |                    |             | Galeb        | 1            | 3½   |
| 3                                  | Svédország                         | Andersson         | ½              | Jansson           | 0               | Liljedahl       | 1            |                 |                | Olsson             | 1           |              |              | 2½   |
| 4                                  | Guernsey Bailiffség                |                   |                | Withers           | 1               |                 |              | Jones           | 1              | Lainé              | 1           | Bisson       | 1            | 4    |
| 5                                  | Dánia                              | Bent Larsen       | 1              | Jakobsen          | 1               | Moe             | ½            | Holm            | 0              |                    |             |              |              | 2½   |
| 6                                  | Románia                            | Gheorghiu         | 1              |                   |                 | Ciocâltea       | ½            |                 |                | Ghiţescu           | 1           | Ungureanu    | 0            | 2½   |
| 7                                  | Olaszország                        | Tatai             | ½              | Paoli             | ½               |                 |              | Zichichi        | 1              |                    |             | Cosulich     | ½            | 2½   |
| 8                                  | Írország                           |                   |                | Littleton         | ½               | Patterson       | ½            | Moles           | 1              | Heidenfeld         | ½           |              |              | 2½   |
| 9                                  | Fülöp-szigetek                     | Naranja           | 1              |                   |                 |                 |              | Torre           | 0              | Rodríguez          | ½           | De Castro    | ½            | 2    |
| „A” döntő                          |                                    |                   |                |                   |                 |                 |              |                 |                |                    |             |              |              |      |
| 2                                  | Argentína                          | Miguel Najdorf    | ½              |                   |                 | Panno           | ½            | Bolbochán       | ½              | Quinteros          | 1           |              |              | 2½   |
| 3                                  | Kanada                             | Suttles           | 1              | Vranesic          | 0               |                 |              | Amos            | 1              | Füstér Géza        | 1           |              |              | 3    |
| 4                                  | Bulgária                           | Bobotsov          | 1              |                   |                 | Padevsky        | 0            | Radulov         | ½              | Kolarov            | 1           |              |              | 2½   |
| 5                                  | Szovjetunió                        | Borisz Szpasszkij | ½              | Tigran Petroszján | ½               |                 |              | Viktor Korcsnoj | ½              | Vaszilij Szmiszlov | ½           |              |              | 2    |
| 6                                  | NSZK                               | Unzicker          | ½              | Darga             | ½               |                 |              | Hecht           | 1              | Mohrlok            | ½           |              |              | 2½   |
| 7                                  | Jugoszlávia                        | Gligorić          | 0              | Ivkov             | ½               |                 |              | Parma           | ½              | Minić              | ½           |              |              | 1½   |
| 8                                  | Csehszlovákia                      | Hort              | ½              | Jansa             | ½               | Smejkal         | ½            |                 |                |                    |             | Přibyl       | ½            | 2    |
| 9                                  | Spanyolország                      | Pomar Salamanca   | 1              |                   |                 | Diez del Corral | ½            | Medina García   | 1              | Calvo Mínguez      | 0           |              |              | 2½   |
| 10                                 | Amerikai Egyesült Államok          | Bobby Fischer     | ½              | Reshevsky         | 0               | Evans           | 1            | Mednis          | 1              |                    |             |              |              | 2½   |
| 11                                 | NDK                                | Uhlmann           | ½              |                   |                 | Malich          | 1            | Hennings        | ½              | Zinn               | 1           |              |              | 3    |
| Szerzett pontszám (Játszmák száma) | Szerzett pontszám (Játszmák száma) | 11 (16)           | 11 (16)        | 5½ (12)           | 5½ (12)         | 7 (11)          | 7 (11)       | 11½ (16)        | 11½ (16)       | 10½ (14)           | 10½ (14)    | 4½ (7)       | 4½ (7)       |      |